# Witali Ustinow

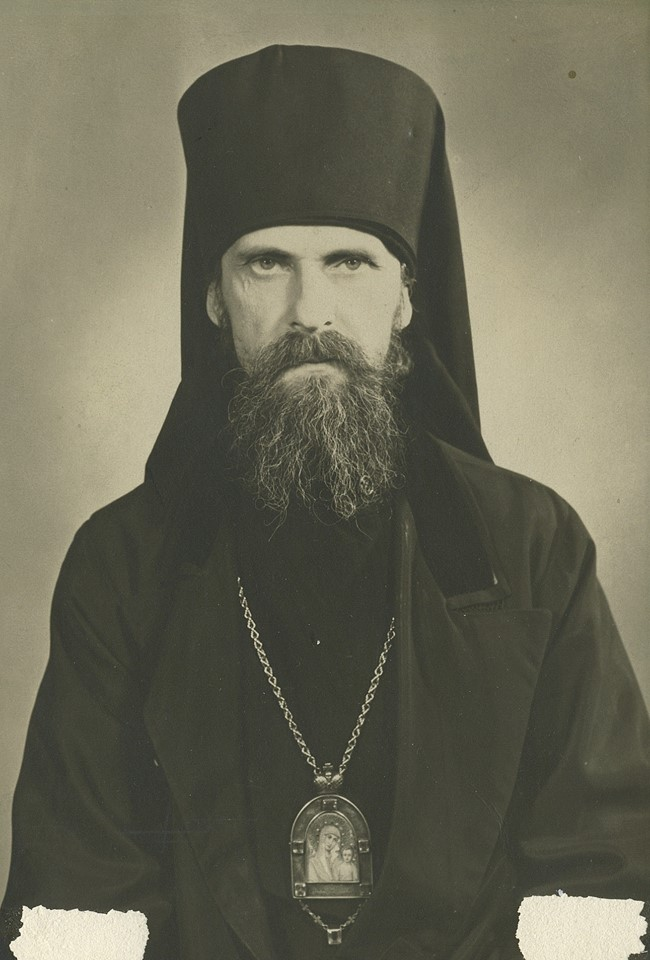
Bischof Vitaly 1959

Der Metropolit Witali (russisch Митрополит Виталий, Taufname Rostislaw Petrowitsch Ustinow, russisch Ростислав Петрович Устинов; engl. Metropolitan Vitaly; * 18. März 1910 in Sankt Petersburg; † 25. September 2006 in Magog, Québec, Kanada) war der First Hierarch der Russischen Orthodoxen Kirche im Ausland von 1985 bis zu seinem Ruhestand 2001.

## Leben
Rostislaw Petrowitsch Ustinow war der Sohn von Marineoffizier Peter Ustinow und Lydia Andrejewna (geborene Stoptschanskaja), der Tochter des Generals der Kaukasuspolizei. 1920 zog die Familie während des Russischen Bürgerkriegs auf die Krim. Er trat der Kadettenanstalt (Militärschule) von General Pjotr Wrangel bei. Ende des Jahres wurde die Militärschule mit 650 Kadetten nach Istanbul und später nach Jugoslawien verlegt. 1923 rief die Mutter ihn nach Istanbul zurück und von dort zogen sie nach Paris. Die Mutter verschaffte ihrem Sohn einen Platz im französischen College de St. Louis in Le Mans. Nach dem Ende der Schule lebte er mit seiner Mutter in Cannes. 1934 wurde er zum Armeedienst einberufen und in das Neunte Kürassier-Regiment eingetragen. Er diente sich hoch bis zum Rang eines Unteroffiziers, lehnte aber eine weitere militärische Karriere ab. Er entschied sich, die Welt zu verlassen und ins Kloster zu gehen. Vier Jahre später trat er in das Kloster des Hl. Hiob in Ladomirová in den Karpaten ein (damals auf dem Gebiet der Tschechoslowakei). 1939 legte Rostislav Ustinov seine Profess als Mönch ab und erhielt den Namen Vitaly. Ein Jahr später erhielt er das kleine Schema.
Der Zweite Weltkrieg zwang die Klostergemeinschaft, Ladomirova zu verlassen und nach Deutschland zu gehen. Vitaly ging zusammen mit dem Archimandrit Nafanail (Lwow) nach Berlin, wo sie gemeinsam eine starke missionarische Arbeit unter russischen Flüchtlingen und Kriegsgefangenen leisteten. Nafanail und Vitaly gingen nach Hamburg, wo sie mithalfen zu verhindern, dass tausende Flüchtlinge pauschal in die UdSSR abgeschoben wurden. In Hamburg wurde Vitaly Hegumen und begann seine Karriere in der Gemeindearbeit im DP-Camp Fischbeck. In der Barackenkirche wurde täglich die Liturgie zelebriert. Gleichzeitig gründete er eine kleine Mönchsgemeinschaft und etablierte eine Druckerei, in der Liturgiebücher gedruckt wurden. Von 1947 bis 1951 war Vitaly Prior des London Parish, wo auch der Archimandrit Anthony Bloom diente. Da Vitaly jedoch keinen Bischof anerkennen wollte, der ein „Soviet“ war, nannte er Anthony „the servant of satan“.

## Kirchliches Wirken
Am 12. Juli 1951 an Peter und Paul wurde Vitaly zum Bischof von São Paulo, Vikar der brasilianischen Diözese ordiniert. Dort eröffnete der junge Bischof eine Druckerei und gründete ein Haus für Jungen, die zu Akolythen herangebildet wurden. 1955 wurde Vitaly mit seiner Bruderschaft nach Edmonton, Kanada, versetzt. 75 miles (120 km) entfernt von der Stadt erbaute er ein Dormitio-Kloster.
Er wurde zum Bischof von Montreal und Kanada ernannt und gründete daraufhin eine Skite in Mansonville, Quebec. In Montreal baute er eine große Kathedrale. In nächster Nähe davon steht sein Mönchisches Farm-Anwesen und seine Residenz. Auf der Hofstelle betrieb er eine Druckerei, wo neben liturgischen Büchern die Zeitschrift The Orthodox Bulletin hergestellt wurde. Der Tod von Metropolit Philaret 1985 machte es nötig, einen neuen Metropoliten zu wählen. Am 22. Januar 1986 wurde Vitaly als Metropolitan of Eastern America and New York gewählt. Er behielt aber seine Macht in der Diözese in Kanada.
2001 kündigte er seinen Rücktritt an und begab sich direkt nach dem Bischofskonzil in seine Residenz in dem Holy Transfiguration-Kloster in Mansonville in Begleitung seiner Unterstützer.
Nach der Wahl des neuen First Hierarch of ROCOR, Laurus Schkurla, veröffentlichte er jedoch einen Brief, der die letzte Synode der ROKA verurteilte und behauptete, er sei weiterhin der Primat der ROKA. Einige Kleriker und Laien, die gegen eine Union mit dem Patriarchat von Moskau und der ganzen Rus kämpften, formten eine neue Verwaltung mit Metropolit Vitaly. Sie bezeichneten sich als Russian Orthodox Church in Exile (ROCOR-Vitaly).
Die Bischöfe der ROKA behaupteten, dass Vitaly von Schismatikern als Geisel gehalten werde, die seine schwindende Gesundheit nutzten. Die Metropolie versuchte mehrmals, Vitaly anzusprechen. Er konnte jedoch nie persönlich erreicht werden. Er verstarb am 25. September 2006 und wurde in seiner Skite in Mansonville beerdigt. Da es Bischöfen der ROKA nicht erlaubt wurde, der Beerdigung beizuwohnen, feierten sie separat einen eigenen Beerdigungsgottesdienst.